# 何睿烔
何睿烔（英語：Tiffany Ho，2005年8月23日—），中国香港籍新加坡女演员。2024年参加第12届《才华横溢出新秀》夺得冠军并获得一纸合约而出道。现为新传媒旗下新艺经纪（TCA）的经纪合约女艺人。

## 早年经历与教育
何睿烔于2005年8月23日在中华人民共和国香港出生。2019年，14岁的她来到新加坡求学。 她目前正就读于南洋理工学院，主修资讯科技。

## 演艺经历

### 2024年：出道
何睿烔于2024年参加了新传媒主办的第12届《才华横溢出新秀》，是最年轻的参赛者，她过关斩将晋级11月24日的总决赛并夺得冠军。 12月23日，新传媒宣布与她签约，她也正式加入新传媒新艺经纪经纪公司成为其旗下艺人。

## 荣誉及奖项
| 年份   | 届次                 | 奖项 | 作品   | 角色   | 国家/地区 | 结果 |
| 2024年 | 第12届才华横溢出新秀 | 冠军 | 不適用 | 不適用 | 新加坡    | 獲獎 |